# Missile balistique à courte portée
Pour les articles homonymes, voir missile (homonymie).
Pour un article plus général, voir Missile balistique.
 (mars 2025).
Si vous disposez d'ouvrages ou d'articles de référence ou si vous connaissez des sites web de qualité traitant du thème abordé ici, merci de compléter l'article en donnant les références utiles à sa vérifiabilité et en les liant à la section « Notes et références ».

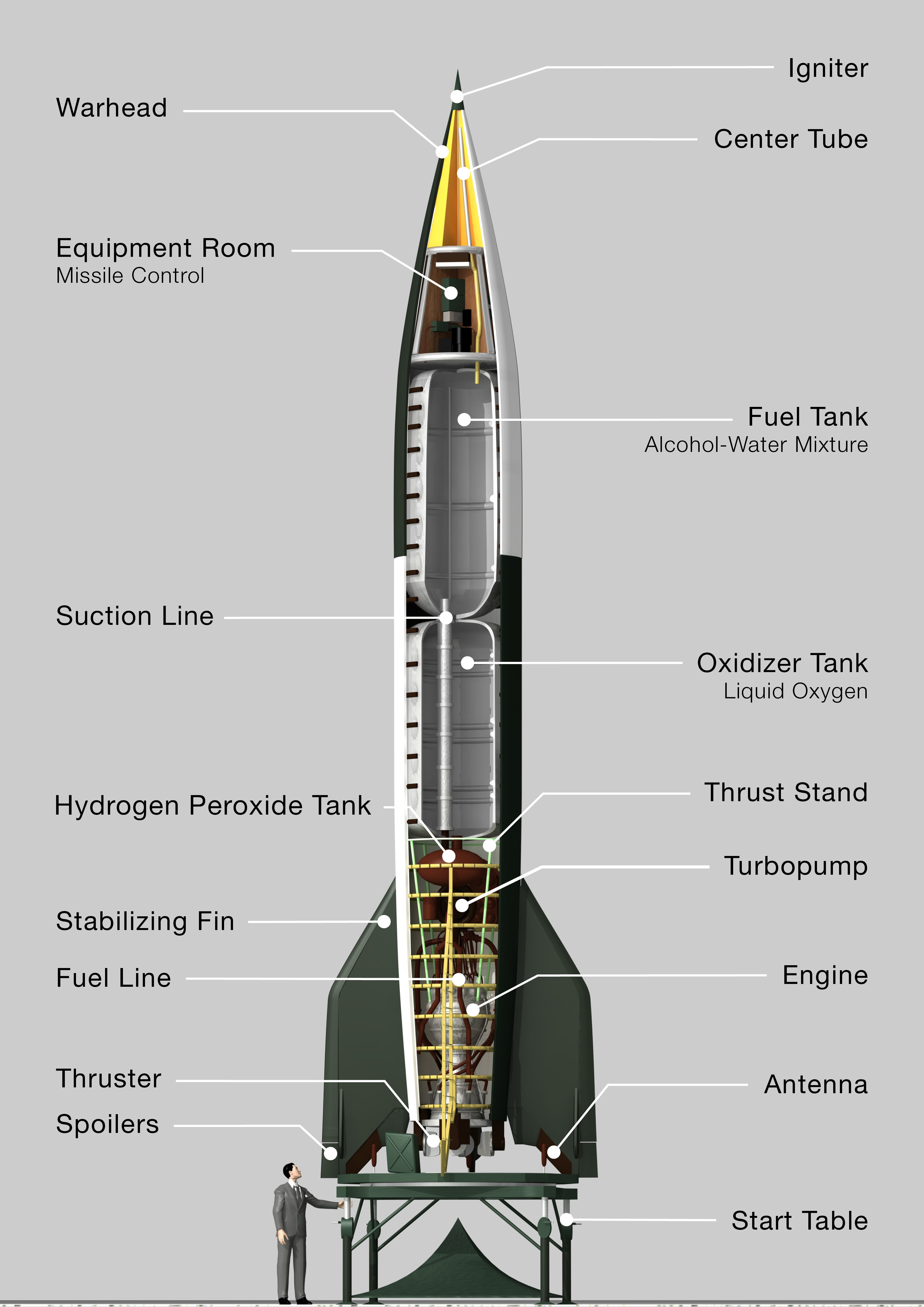
Section d'un missile Aggregat 4/V2

Un missile balistique à courte portée (en anglais : short-range ballistic missile, SRBM) est un missile balistique d'une portée inférieure ou égale à 1 000 kilomètres. 

## Description
Dans la terminologie moderne, les missiles balistiques à courte portée font partie du groupe plus vaste de missiles balistiques de théâtre, qui comprend tout missile balistique d'une portée inférieure à 3 500 km[réf. souhaitée].
Ils sont généralement capables de transporter des armes nucléaires. Dans les conflits régionaux potentiels, ces missiles seraient utilisés en raison des courtes distances entre certains pays et leur faible coût relatif et la facilité de mise en œuvre[réf. souhaitée].

## Exemples par pays
| Pays                     | Nom                 | Portée         |
| ------------------------ | ------------------- | -------------- |
| Reich allemand           | V-2                 | 320 km         |
| France                   | Missile Pluton      | 120 km         |
| France                   | Missile Hadès       | 480 km         |
| Union soviétique         | SS-1 Scud           | 300 à 700 km   |
| Union soviétique/ Russie | OTR-21 Tochka-U     | 120 km         |
| Russie                   | 9K720 Iskander-M    | 500 km         |
| Chine                    | B-611               | 400 km         |
| Chine                    | BP-12/A             | 300 km         |
| Chine                    | Type 621            | 300 km         |
| Chine                    | Type 631            | 400 km         |
| Chine                    | M20                 | 300 km         |
| Chine                    | DF-11               | 350 km         |
| Chine                    | DF-15               | 600 km         |
| Chine                    | DF-16               | 800 à 1 000 km |
| Pakistan                 | Ghaznavi (en)       | 290 km         |
| Pakistan                 | Abdali (en)         | 180 km         |
| Inde                     | Prithvi I           | 150 km         |
| Inde                     | Prithvi II          | 250 à 350 km   |
| Inde                     | Prithvi III         | 350 à 750 km   |
| Inde                     | Prahaar             | 150 km         |
| Inde                     | Shaurya             | 700 km         |
| Israël                   | Jericho I           | 500 km         |
| Iran                     | Naze'at             | 100 à 130 km   |
| Iran                     | Zelzal-1            | 150 km         |
| Iran                     | Zelzal-2            | 210 km         |
| Iran                     | Zelzal-3            | 200 à 250 km   |
| Iran                     | Fateh-110 (en)      | 200 à 300 km   |
| Iran                     | Shahab-1            | 350 km         |
| Iran                     | Shahab-2            | 750 km         |
| Iran                     | Qiam 1              | 700 à 800 km   |
| Turquie                  | Tayfun (en)         | 380–+1000 km   |
| Turquie                  | Bora                | 280 km         |
| Turquie                  | Cenk (en)           | 400-1000 km    |
| Turquie                  | J-600T Yıldırım I   | 150 km         |
| Turquie                  | J-600T Yıldırım II  | 300 km         |
| Turquie                  | J-600T Yıldırım III | 900 km         |
| Corée du Sud             | Hyunmoo-1           | 180 à 250 km   |
| Corée du Sud             | Hyunmoo-2           | 300 à 500 km   |
| Taïwan                   | Tien Chi            | 120 km environ |
| États-Unis               | MGM-52 Lance        | 70 à 120 km    |
| États-Unis               | PGM-11 Redstone     | 92 à 323 km    |
| États-Unis               | MGM-140 ATACMS      | 128 à 300 km   |